# Marasia
Marasia (greco: Μαράσια, turco: Maraş, bulgaro: Maраш) è un villaggio nella parte settentrionale dell'unità periferica di Evros in Grecia. Marasia ha fatto parte della  municipalità di Trigono fino al 2011 quando a seguito del Programma Callicrate quest'ultima è stata accorpata al comune di Orestiada. Nel 2011 la sua popolazione era di 140 abitanti. Si trova tra i fiumi Evros e Ardas, vicino alla loro confluenza. L'Evros costituisce il confine con la Turchia qui, e la città turca di Edirne si trova a 7 km a est.

## Popolazione
| Anno | Popolazione |
| ---- | ----------- |
| 1981 | 357         |
| 1991 | 323         |
| 2001 | 198         |
| 2011 | 140         |